# Бохов стан
Бохов стан — административная единица в составе Замосковной половины Московского уезда Московской губернии. Стан просуществовал до губернской реформы Екатерины II. Относился к северо-западной части Замосковской половины уезда. Территория стана — от границы Дмитровского уезда по рекам Вязи, Уче и Клязьме, включая слияние этих рек.
В стан входили:
- д. Васильевское первый владелец Федор Иванович Образцов-Хабаров, затем было продано Суздальскому Спасо-Евфимьему монастырю.В Писцовых книгах 1584—1586 годов местность была названа «пустошью Васильевская на р. на Клязме».
- с. Гребнево в 1586 г. владелец Я. Бельский, в 1624—1625 гг. кн. Д. Т. Трубецкой.
- д. Гаврильцово в 1586 г. владелец И. Д. Калитин, в 1624—1625 гг. У. Ф. Калитина
- с. Пушкино в 1586г владелец Митрополит, в 1624-1625 гг. Патриарх, в связи с учреждением Московской Патриархии в 1589 г.
- с. Черкизово, в том числе д. Тарасовка, д. Листвень, в 1586 г., в 1624—1625 гг. владелец Троице — Серг. м-рь
- с. Левково в 1586 г. владелец Р. М. Пивов, в 1624—1625 гг. Ростовск. Борис. Глеб. м-рь
- д. Ново (Щёлковский район) писцовых книгах 1623—1624 гг. упоминается как «село Новое на речке Любосивке» с деревянной церковью Кирилла Белозерского Чудотворца — вотчина боярина князя Дмитрия Тимофеевича Трубецкого[3].
- с. Образцово в 1586 г., в 1624—1625 гг. владелец Спасо-Евфимиев монастырь

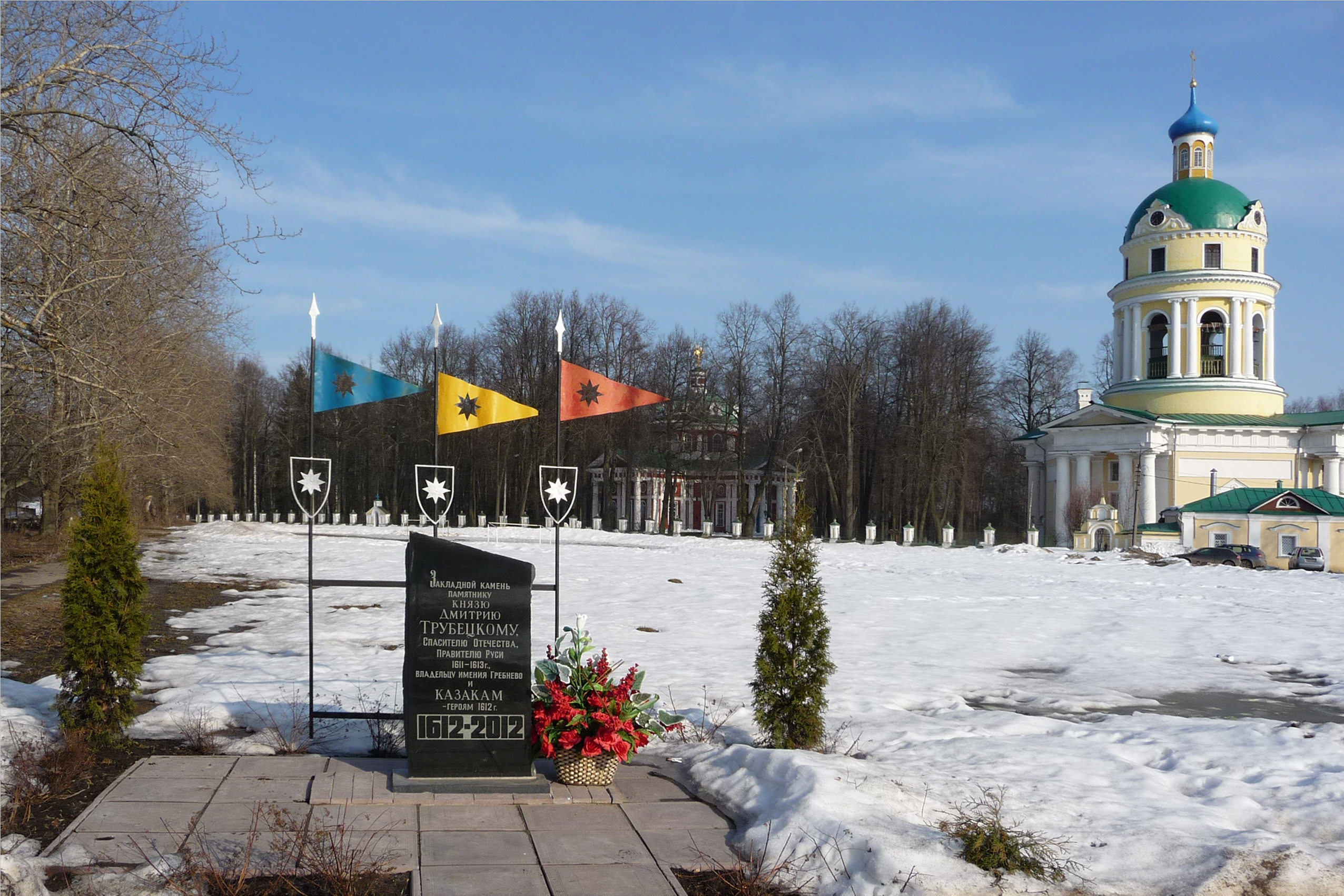
Мемориал кн. Д.Т. Трубецкому в усадьбе Гребнево.
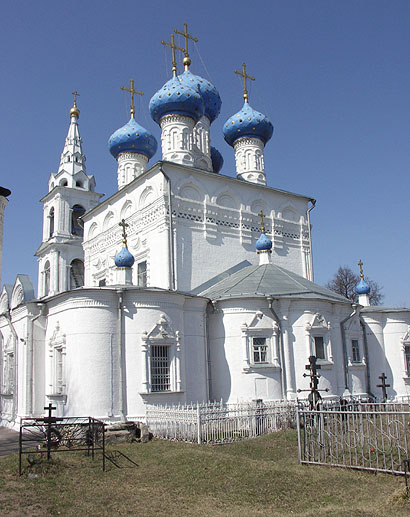
Церковь Святого Николая в Пушкино.
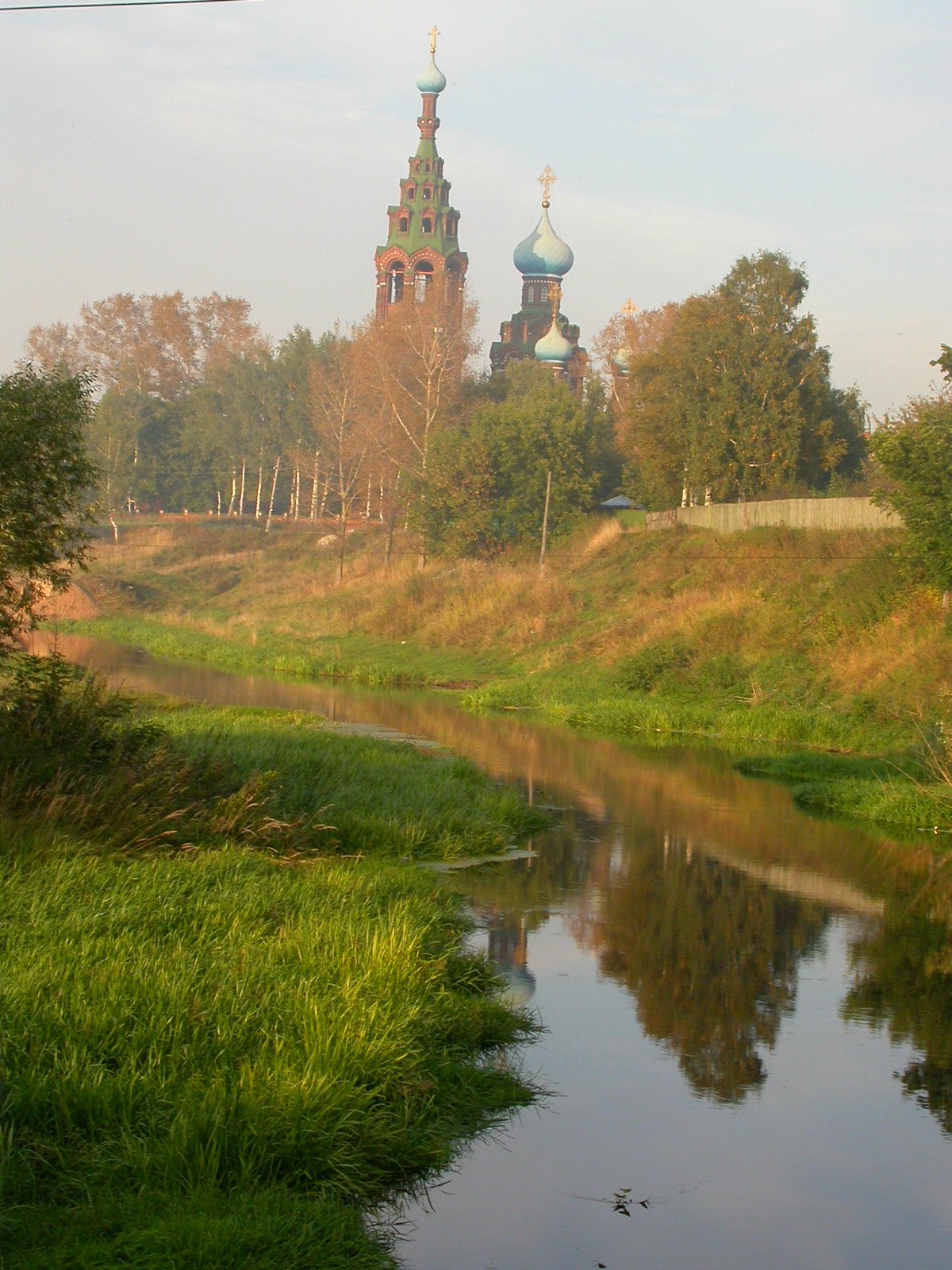
Храм Покрова Пресвятой Богородицы на р.Клязьме в п. Черкизово.
Церковь Рождества Пресвятой Богородицы в селе Образцово.